# Samtstirnkleiber
Der Samtstirnkleiber (Sitta frontalis) ist eine in Indien, Sri Lanka,  Südchina und Indonesien vorkommende Kleiberart. Er lebt in Wäldern, vor allem in immergrünen Wäldern.

## Merkmale
Der  12,5 cm lange Samtstirnkleiber hat einen großen Kopf, einen kurzen Schwanz und einen kräftigen Schnabel. Das Gefieder ist oberseits blau-violett mit lavendelfarbenen Wangen. Unterseits ist das Federkleid beige mit weißlicher Brust. Der Schnabel ist rot und am Vorderkopf befindet sich ein schwarzer Fleck. Das Männchen hat einen schwarzen Überaugenstreif, der beim Weibchen fehlt. Die Jungvögel sind weniger farbenprächtig als die Altvögel.
Wie andere Kleiber hat er die Fähigkeit Baumstämme abwärts zu laufen. Die Nahrung besteht aus Insekten und Spinnen. Der  Samtstirnkleiber ist ein geselliger Vogel, der auch mit anderen Singvögeln Schwärme bildet.

## Fortpflanzung
Das Nest ist eine Baumhöhle, die mit Moos, Haaren, Federn oder Gras ausgepolstert wird. Ist der Eingang der Höhle zu groß, wird er mit Schlamm verkleinert. Das Gelege besteht aus bis sechs rot-gepunkteten weißen Eiern.